# Open Sud de France 2014 - Qualificazioni singolare
Le qualificazioni del singolare  dell'Open Sud de France 2014 sono state un torneo di tennis preliminare per accedere alla fase finale della manifestazione. I vincitori dell'ultimo turno sono entrati di diritto nel tabellone principale. In caso di ritiro di uno o più giocatori aventi diritto a questi sono subentrati i lucky loser, ossia i giocatori che hanno perso nell'ultimo turno ma che avevano una classifica più alta rispetto agli altri partecipanti che avevano comunque perso nel turno finale.

## Teste di serie
1. Marc Gicquel (qualificato)
2. Márton Fucsovics (secondo turno)
3. Marsel İlhan (qualificato)
4. Niels Desein (secondo turno)

1. Vincent Millot (ultimo turno, Lucky Loser)
2. Maxime Teixeira (ultimo turno)
3. Austin Krajicek (ultimo turno)
4. Grégoire Burquier (secondo turno)

## Qualificati
1. Marc Gicquel
2. Albano Olivetti

1. Marsel İlhan
2. Andrés Artuñedo Martínavarr

### Lucky Loser
1. Vincent Millot

## Tabellone

### Legenda
| - Q = Qualificato - WC = Wild card - LL = Lucky loser | - ALT = Alternate - SE = Special Exempt - PR = Protected Ranking | - w/o = Walkover - r = Ritirato - d = Squalificato |

### Sezione 1
|  | Primo turno | Primo turno        | Primo turno     | Primo turno | Primo turno |  |  | Secondo turno | Secondo turno     | Secondo turno | Secondo turno   | Secondo turno |   |  | Ultimo turno | Ultimo turno | Ultimo turno | Ultimo turno | Ultimo turno |  |
|  |             |                    |                 |             |             |  |  |               |                   |               |                 |               |   |  |              |              |              |              |              |  |
|  | 1           | Marc Gicquel       | 65              | 6           | 6           |  |  |               |                   |               |                 |               |   |  |              |              |              |              |              |  |
|  |             | Rudy Coco          | 7               | 3           | 3           |  |  | 1             | Marc Gicquel      | 6             | 6               |               |   |  |              |              |              |              |              |  |
|  |             | Laurent Rochette   | 4               | 3           |             |  |  |               | Yannick Jankovits | 2             | 4               |               |   |  |              |              |              |              |              |  |
|  |             | Yannick Jankovits  | 6               | 6           |             |  |  |               |                   |               |                 |               |   |  | 1            | Marc Gicquel | 6            | 6            |              |  |
|  |             | Erik Crepaldi      | Erik Crepaldi   | 6           | 6           |  |  |               |                   | 7             | Austin Krajicek | 3             | 2 |  |              |              |              |              |              |  |
|  |             | Roberto Marcora    | Roberto Marcora | 4           | 4           |  |  |               | Erik Crepaldi     | 4             | 4               |               |   |  |              |              |              |              |              |  |
|  |             | Jean-Pascal Vernet | 3               | 1           |             |  |  | 7             | Austin Krajicek   | 6             | 6               |               |   |  |              |              |              |              |              |  |
|  | 7           | Austin Krajicek    | 6               | 6           |             |  |  |               |                   |               |                 |               |   |  |              |              |              |              |              |  |

### Sezione 2
|  | Primo turno | Primo turno          | Primo turno          | Primo turno | Primo turno |  |  | Secondo turno | Secondo turno     | Secondo turno | Secondo turno    | Secondo turno |   |   | Ultimo turno | Ultimo turno    | Ultimo turno | Ultimo turno | Ultimo turno |  |
|  |             |                      |                      |             |             |  |  |               |                   |               |                  |               |   |   |              |                 |              |              |              |  |
|  | 2           | Márton Fucsovics     | 6                    | 2           |             |  |  |               |                   |               |                  |               |   |   |              |                 |              |              |              |  |
|  |             | Nikoloz Basilašvili  | 1                    | 0r          |             |  |  | 2             | Márton Fucsovics  | 4             | 6(1)             |               |   |   |              |                 |              |              |              |  |
|  |             | Antoine Benneteau    | 7                    | 4           | 64          |  |  |               | Albano Olivetti   | 6             | 7                |               |   |   |              |                 |              |              |              |  |
|  |             | Albano Olivetti      | 63                   | 6           | 7           |  |  |               |                   |               |                  |               |   |   |              | Albano Olivetti | 65           | 6            | 6            |  |
|  |             | Lorenzo Giustino     | Lorenzo Giustino     | 6           | 6           |  |  |               |                   |               | Lorenzo Giustino | 7             | 4 | 4 |              |                 |              |              |              |  |
|  |             | Jules Marie          | Jules Marie          | 3           | 3           |  |  |               | Lorenzo Giustino  | 6             | 1                | 6             |   |   |              |                 |              |              |              |  |
|  |             | Maximilian Neuchrist | Maximilian Neuchrist |             |             |  |  | 8             | Grégoire Burquier | 4             | 6                | 3             |   |   |              |                 |              |              |              |  |
|  | 8           | Grégoire Burquier    | Grégoire Burquier    | w/o         |             |  |  |               |                   |               |                  |               |   |   |              |                 |              |              |              |  |

### Sezione 3
|  | Primo turno | Primo turno         | Primo turno    | Primo turno | Primo turno |  |  | Secondo turno | Secondo turno       | Secondo turno | Secondo turno   | Secondo turno |   |  | Ultimo turno | Ultimo turno | Ultimo turno | Ultimo turno | Ultimo turno |  |
|  |             |                     |                |             |             |  |  |               |                     |               |                 |               |   |  |              |              |              |              |              |  |
|  | 3           | Marsel İlhan        | 6              | 6           |             |  |  |               |                     |               |                 |               |   |  |              |              |              |              |              |  |
|  |             | Dorian Descloix     | 4              | 4           |             |  |  | 3             | Marsel İlhan        | 63            | 7               | 6             |   |  |              |              |              |              |              |  |
|  |             | Enrique López-Pérez | 6              | 7           |             |  |  |               | Enrique López-Pérez | 7             | 6(1)            | 3             |   |  |              |              |              |              |              |  |
|  |             | Calvin Hemery       | 4              | 67          |             |  |  |               |                     |               |                 |               |   |  | 3            | Marsel İlhan | 6            | 6            |              |  |
|  |             | Laurent Lokoli      | Laurent Lokoli | 6           | 7           |  |  |               |                     | 6             | Maxime Teixeira | 3             | 4 |  |              |              |              |              |              |  |
|  |             | Kevin Boumlil       | Kevin Boumlil  | 3           | 62          |  |  |               | Laurent Lokoli      | 6             | 3               | 2             |   |  |              |              |              |              |              |  |
|  |             | Hugo Nys            | 4              | 1           |             |  |  | 6             | Maxime Teixeira     | 3             | 6               | 6             |   |  |              |              |              |              |              |  |
|  | 6           | Maxime Teixeira     | 6              | 6           |             |  |  |               |                     |               |                 |               |   |  |              |              |              |              |              |  |

### Sezione 4
|  | Primo turno | Primo turno                 | Primo turno        | Primo turno | Primo turno |  |  | Secondo turno | Secondo turno               | Secondo turno | Secondo turno  | Secondo turno |      |   | Ultimo turno | Ultimo turno                | Ultimo turno | Ultimo turno | Ultimo turno |  |
|  |             |                             |                    |             |             |  |  |               |                             |               |                |               |      |   |              |                             |              |              |              |  |
|  | 4           | Niels Desein                | 6                  | 6           |             |  |  |               |                             |               |                |               |      |   |              |                             |              |              |              |  |
|  |             | Maxime Janvier              | 3                  | 2           |             |  |  | 4             | Niels Desein                | 4             | 6              | 64            |      |   |              |                             |              |              |              |  |
|  |             | Andrés Artuñedo Martínavarr | 6                  | 7           |             |  |  |               | Andrés Artuñedo Martínavarr | 6             | 3              | 7             |      |   |              |                             |              |              |              |  |
|  |             | Alessandro Bega             | 3                  | 64          |             |  |  |               |                             |               |                |               |      |   |              | Andrés Artuñedo Martínavarr | 3            | 7            | 6            |  |
|  |             | Constant Lestienne          | Constant Lestienne | 6           | 6           |  |  |               |                             | 5             | Vincent Millot | 6             | 6(1) | 3 |              |                             |              |              |              |  |
|  |             | Bastien Favier              | Bastien Favier     | 3           | 2           |  |  |               | Constant Lestienne          | 2             | 3              |               |      |   |              |                             |              |              |              |  |
|  |             | Fabrice Martin              | 4                  | 6           |             |  |  | 5             | Vincent Millot              | 6             | 6              |               |      |   |              |                             |              |              |              |  |
|  | 5           | Vincent Millot              | 6                  | 7           |             |  |  |               |                             |               |                |               |      |   |              |                             |              |              |              |  |